# St. Martin (Holtorf)

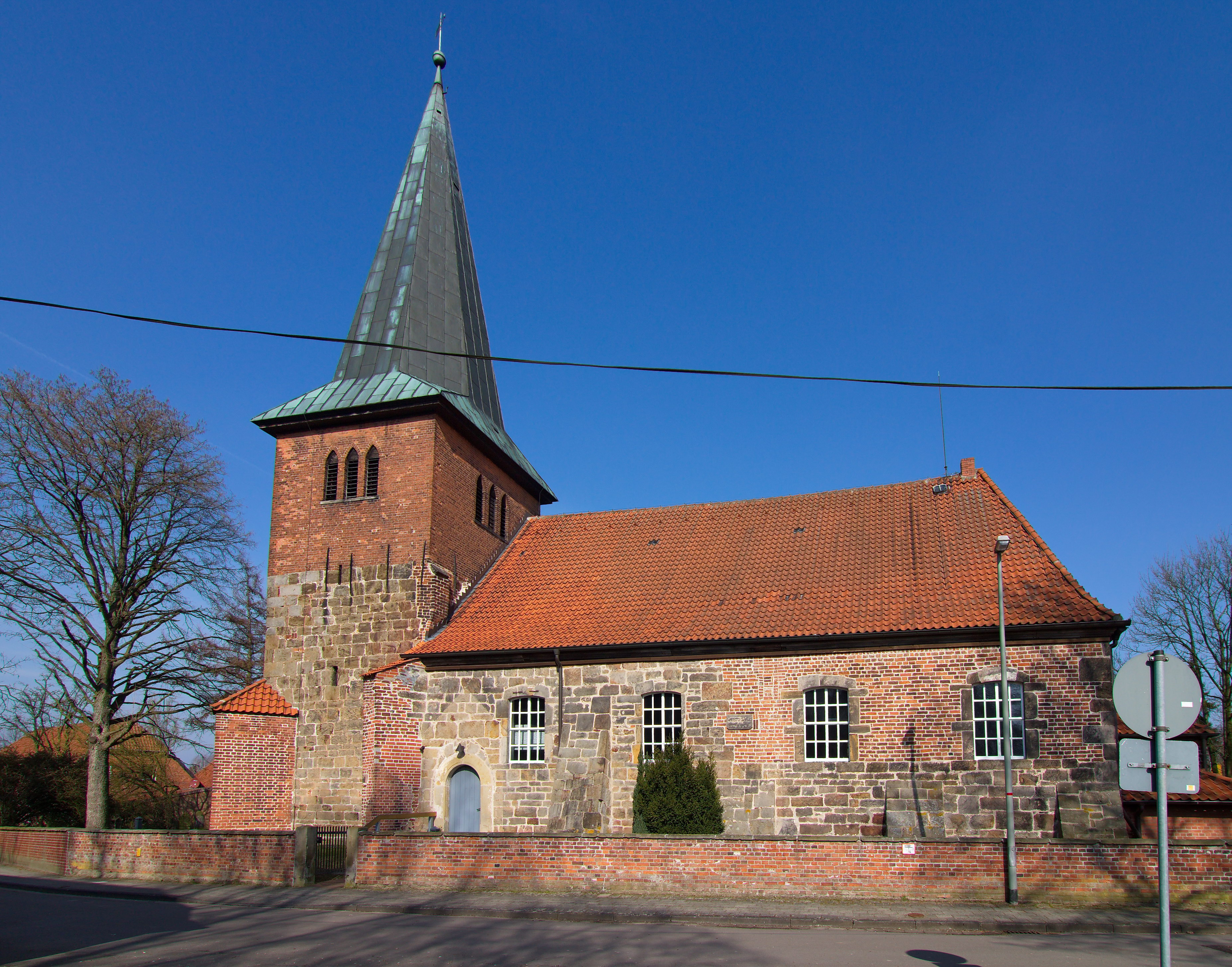
Holtorf, St. Martin

Die evangelisch-lutherische Kirche St. Martin steht in Holtorf, einem Stadtteil der Stadt Nienburg/Weser im Landkreis Nienburg/Weser von Niedersachsen. Die Kirchengemeinde gehört zum Kirchenkreis Nienburg im Sprengel Hannover der Evangelisch-lutherischen Landeskirche Hannover.

## Beschreibung
Verbrieft ist eine urkundliche Erwähnung der Kirche für das Jahr 1232. Von der ursprünglichen romanischen Dorfkirche sind lediglich die Teile des Quadermauerwerks vom Turm erhalten. An diesen Turm schloss sich einst ein langes, schmales Kirchenschiff an, das kaum breiter als der Turm war. Ihr heutiges Aussehen erhielt die Kirche im 16. Jahrhundert. Der Glockenturm wurde mit Backsteinen aufgestockt und mit einem achtseitigen spitzen Helm versehen. Hinter seinen Klangarkaden befindet sich der Glockenstuhl, in dem zwei Gussstahlglocken hängen, die 1928 vom Bochumer Verein gegossen wurden.
| Schlagton | Durchmesser (cm) |
| --------- | ---------------- |
| fis′      | 125              |
| a′        | 103              |

Eine Schlagglocke wurde 1880 von der Radlerschen Glockengießerei gegossen.
Da das Kirchenschiff zu klein geworden war, wurde es abgerissen und durch ein größeres ersetzt. Die Jahreszahl 1580 über dem Portal im Süden bezieht sich auf die damaligen Umbauarbeiten. In den 1960er Jahren wurden die Emporen an der Nord- und Südseite herausgenommen und eine größere Empore an der Westseite eingebaut. Entfernt wurden auch der Altar und die Kanzel aus dem Jahre 1789. Lediglich das barocke Taufbecken von 1789 blieb erhalten. 1998 beschloss der Kirchenvorstand ein modernes Konzept für den Altarraum. Die Kanzel, der Altar und die Mensa wurden erneuert. Das Altarbild stammt von Pablo Hirndorf. Bereits im Jahre 1718 wurde eine Orgel von Christian Vater gebaut. Von dieser ersten Orgel ist der Prospekt noch erhalten. Die heutige Orgel wurde 1967 von Paul Ott eingebaut.